# Solagna

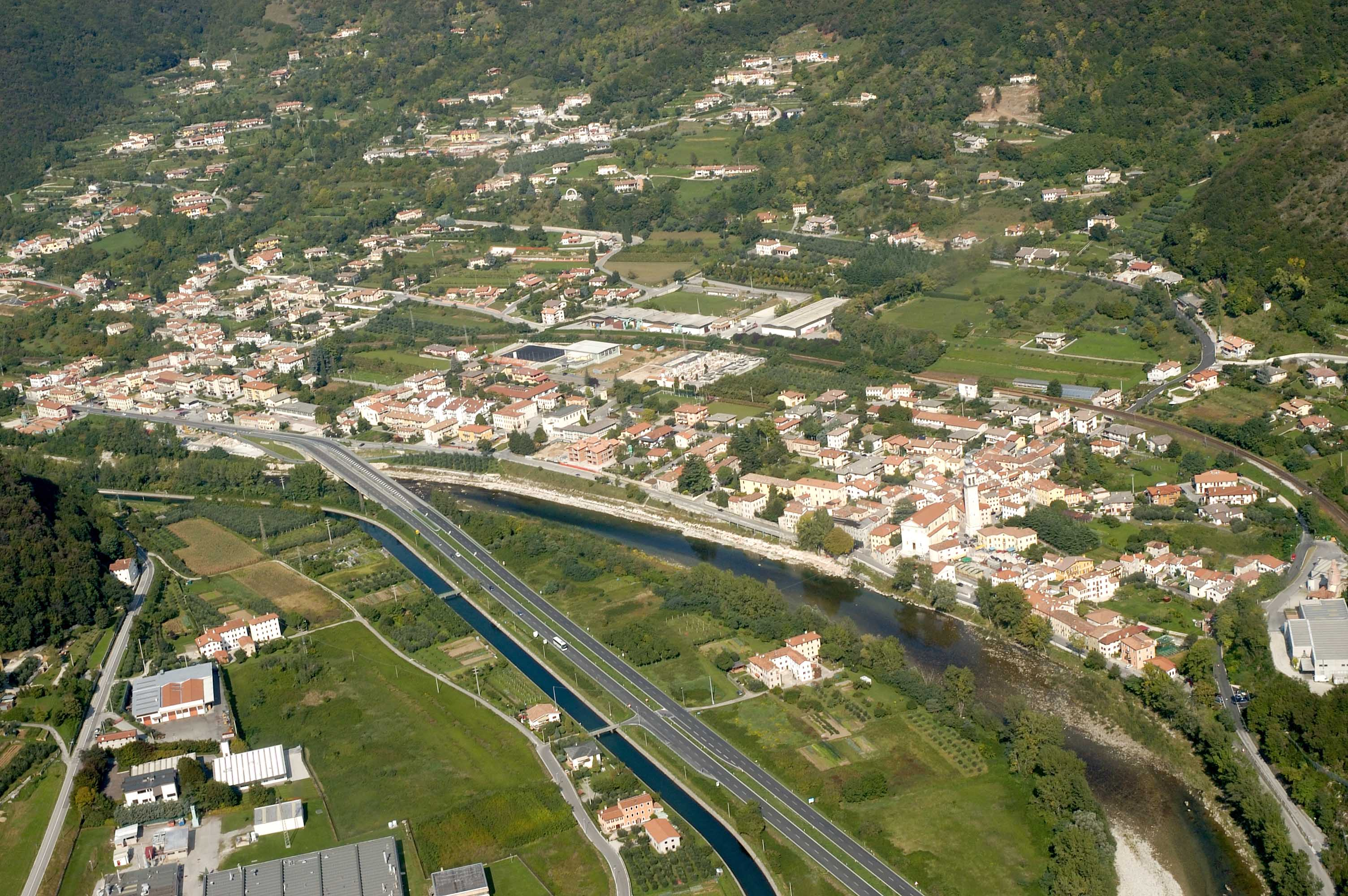
Blick auf Solagna

Solagna ist eine italienische Gemeinde (comune) mit 1806 Einwohnern (Stand 31. Dezember 2023) in der Provinz Vicenza in Venetien. Die Gemeinde liegt etwa Kilometer von Vicenza im Valsugana und gehört zur Comunità montana del Brenta. Die Brenta bildet die westliche Gemeindegrenze.

## Gemeindepartnerschaft
Solagna unterhält eine inneritalienische Partnerschaft mit der Gemeinde Codogno in der Provinz Lodi.

## Verkehr
Der Bahnhof von Solagna liegt an der Bahnstrecke Trient–Venedig. Durch die Gemeinde führt die frühere Strada Statale 47 della Valsugana von Padua nach Trient.